# Aniella di Beltrano
Aniella di Beltrano or Anniella di Rosa (1613-1649) est une femme peintre italienne de la période baroque.

## Biographie
Aniella di Beltrano, fille de Francesco di Rosa et nièce de Pietro Rosa a été élève de l'atelier de Massimo Stanzione, où elle rencontra et travailla avec Agostino Beltrano, qui devint son mari. Elle meurt de sa main en 1649, poignardée à mort dans un accès de jalousie.

## Œuvres
- Nativité et Mort de la Vierge, église de la Piété